# Medaille für den italienisch-deutschen Feldzug in Afrika

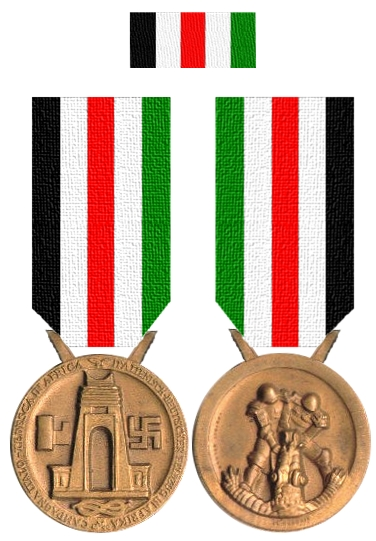
Avers und Revers der Medaille

Die Medaille für den italienisch-deutschen Feldzug in Afrika (it. Medaglia commemorativa della campagna italo-tedesca in Africa settentrionale), umgangssprachlich in Deutschland auch Deutsch-Italienische Feldzugsmedaille genannt, war eine Auszeichnung des Königreiches Italien, welche 1942 im Laufe des Afrikafeldzuges vom Duce Benito Mussolini in zwei Ausführungen gestiftet wurde. Die dafür notwendige Erklärung unterzeichnete der Befehlshaber des VII. Armeekorps auf Korsika Giovanni Magli am 8. Januar 1943. Der Stempelschneider der Medaille ist Roberto De Marchis, dessen Name bei den Originalen unter dem Krokodil angebracht ist. Die Verleihung der Medaille erfolgte auch an deutsche Soldaten, deren Trageberechtigung, wie bei allen königlich italienischen Auszeichnungen, jedoch aufgrund der Kriegserklärung Italiens am 13. Oktober 1943 gegenüber dem Deutschen Reich mit Erlass des OKW vom 29. März 1944 (AHM 1944, 8. Ausg., S. 107, Ziff. 176) aufgehoben wurde.

## Aussehen
Die versilberte oder bronzene Medaille mit einem Durchmesser von 31 mm zeigt auf ihrem Avers mittig den erhaben geprägten Triumphbogen Arco dei Fileni von Brega, der 1970 von der libyschen Regierung zerstört wurde. Rechts daneben ein Hakenkreuz und links des Triumphbogens die Fasces. Unter dem Bogen ist ein savoyischer Knoten abgebildet, welcher ein beliebtes italienisches Symbol ist, der sich u. a. auch im Symbol des 4. Jagdgeschwaders der italienischen Luftwaffe wiederfindet sowie vorübergehend im Logo der Automarke Alfa Romeo. Auf der Medaille symbolisiert er jedoch den Zusammenhalt der Achse Berlin-Rom. Umschlossen wird die Symbolik von der Umschrift: ITALIENISCH DEUTSCHER FELDZUG IN AFRIKA (rechts) und CAMPAGNA ITALO-TEDESCA IN AFRICA (links), mit genau demselben Wortlaut in italienischer Sprache. Jeweils getrennt durch Lorbeerblätter (oben) und Eichenlaub (unten).
Das Revers zeigt ein Soldatenpaar in antiker lateinischer Tracht mit Brustpanzer, Schienbeinschützer und Schulterschutz, welches an die Rüstung eines Römischen Legionärs erinnert. Die linke Person ist dabei ein deutscher Soldat der Wehrmacht und die rechte ein Angehöriger der italienischen Streitkräfte. Zusammen bekämpfen sie, stehend auf den Pranken eines tobenden Krokodils, welches die British Army symbolisiert. Sein geschlossenes Maul steht dabei für den für die Achsenmächte gesperrten Suezkanal.

## Trageweise
Die Medaille wurde an der linken oberen Brustseite des Beliehenen an einem 24 mm breiten Band, dessen Farben zu gleichen Teilen die deutschen Nationalfarben Schwarz-Weiß-Rot sowie die italienischen Grün-Weiß-Rot (in umgekehrter Reihenfolge) darstellen. Der rote senkrechte Mittelstreifen wird dabei von beiden Flaggen als Ende bzw. Anfang genutzt. Obwohl das Ordensband einheitlich (Grün-Weiß-Rot-Weiß-Schwarz) gehalten war, trugen es italienische Angehörige der Streitkräfte in der Farbordnung mit Grün beginnend, Deutsche jedoch mit Schwarz beginnend. Die dazu verliehene Bandspange war von gleicher Farbgebung.